# 1997 في باكستان
فيما يلي قوائم الأحداث التي وقعت خلال عام 1997 في باكستان.

## سياسة

### تعيين في المنصب
- 17 فبراير – بينظير بوتو زعيم المعارضة [الإنجليزية]‏.
- 17 فبراير – نواز شريف رئيس وزراء باكستان.
- 25 فبراير – تشودري شجاعت حسين وزارة الداخلية (باكستان).
- 2 ديسمبر – وسيم سجاد رئيس باكستان.

### انتهاء فترة المنصب
- 17 فبراير – مالك ميراج خالد رئيس وزراء باكستان.
- 22 فبراير – مير ظفر الله خان جمالي رئيس وزراء بلوشستان [الإنجليزية]‏.
- 2 ديسمبر – فاروق ليغاري رئيس باكستان.

## مواليد

### مارس
- 1 مارس – وسيم تارر

### يوليو
- 12 يوليو – ملالا يوسفزي ناشِطَة باكستانية في مَجال تعليم الإناث حاصلة على جائزة نوبل للسلام.[1]

## وفيات

### أغسطس
- 16 أغسطس – نصرت فتح علي خان (مواليد 1948)[2]